# Кургантепинський район

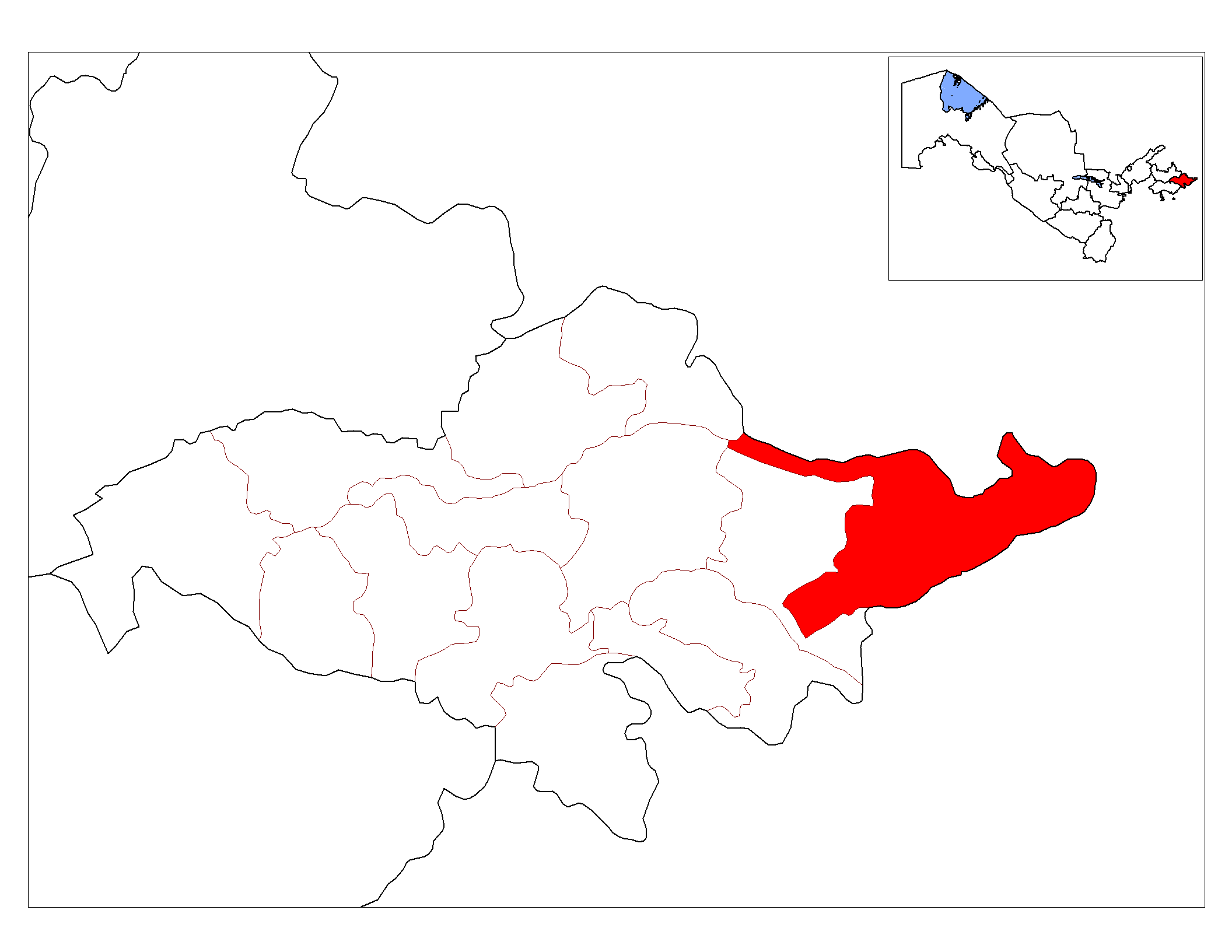
Розташування району на карті області

Кургантепи́нський район (узб. Қўрғонтепа тумани, трансліт. Qoʻrgoʻntepa tumani) — один з 14 районів (туманів) Андижанської області. Розташований в північно-східній її частині.
Утворений 29 вересня 1926 року.
Площа району становить 480 км².
Населення становить 160,4 тис. осіб (2005). Більшу частину складають узбеки. Проживають також киргизи, таджики, росіяни, казахи та інші народи. Щільність населення становить 334 чол./км².
Район складається з 2 міст (шахарі) — Кургантепа і Карасув та 5 сільських рад (кішлак-фукаролар-їгині) — Дардак, Кургантепа, Савай, Султанабад, Чимен.
Адміністративний центр — місто Кургантепа.

## Природа
Район розташований в передгірській частині Ферганської та Алайської гірських систем. Рельєф району складається з рівнин, які знижуються зі сходу (висота 1 000 м) на захід (500 м), та адирів Ташахур і Сузак.
Клімат континентальний. Пересічні температури липня +26,6 °C, січня 2-3 °C. Вегетаційний період становить 220 днів. За рік випадає в середньому 250—400 мм опадів, в основному взимку та навесні.
Територією району протікають річки Карадар'я та Карагунон. Є канали Шахрихансай і Савай.
Ґрунти лучні та лучно-сіроземні.
На цілинних ділянках та адирах зростають лебеда та інші рослини. Серед диких тварин поширені вовк, лисиця, їжатець, плазуни, гризуни, птахи, у водоймах водиться риба.

## Цікаві факти
Сільська управа Барак, що організаційно належить до Кара-Суйського району Киргизстану, повністю оточена територією району.